# John Hamboys
John Hamboys, músic anglès també anomenat Hanboys, que florí vers l'any 1470.
S'assenyalà coma teòric, escrivint els tractats Summa super Musicam Continuam et Discretam i Quaturor principalia totius artis musicae. El primer sembla un comentari de les obres dels Francs i el seu principal interès s'escau en ser com una mostra de la notació musical de l'època. També se li atribueix el llibre Cantionen artificialium diversi generis.
Hamboys degué pertànyer a l'estat eclesiàstic a jutjar pel títol de reverendus qu apareix al final dels tractats.